# Adiopodoumé
Adiopodoumé est un village situé dans le Sud de la Côte d'Ivoire, à l'ouest de la ville d'Abidjan et appartenant à la commune de Songon,.